# 馬原村
馬原村（まばるむら）は、大分県日田郡にあった村。現在の日田市の一部にあたる。

## 地理
玖珠川支流・矢瀬川沿いの山間部に位置していた。

## 歴史
- 1889年（明治22年）4月1日、町村制の施行により、日田郡馬原村が単独で村制施行し、馬原村が発足[1][2]。大字は編成せず[2]。
- 1955年（昭和30年）3月31日、日田郡五馬村、中川村と合併し、栄村を新設して廃止された[1][2]。

## 産業
- 農業[2]

## 交通

### 鉄道
- 1934年（昭和9年）国有鉄道久大線（現久大本線）開通[2]

### 道路
- 1926年（大正15年）、県道大分～福岡間開通（現国道210号）[2]

## 教育
- 馬原小学校[2]
- 高尾小学校[2]